# لوثر بليسيت
لوثر بليسيت (بالإنجليزية: Luther Blissett)‏ مواليد 1 فبراير 1958 في جامايكا، هو لاعب كرة قدم إنجليزي دولي سابق كان يلعب كمهاجم.

## مرحلة الشباب

### أندية لعب لها
- نادي واتفورد

## المسيرة الاحترافية

### أندية لعب لها
- نادي واتفورد
- إيه سي ميلان
- نادي واتفورد
- نادي بورنموث
- نادي واتفورد
- ويست بروميتش ألبيون
- نادي ساوثبورت

## روابط خارجية
- لوثر بليسيت على موقع الاتحاد الأوربي (الإنجليزية)
- لوثر بليسيت على موقع قاعدة بيانات كرة القدم.إي يو (الإنجليزية)
- لوثر بليسيت على موقع ناشيونال فوتبول تيمز (الإنجليزية)
- لوثر بليسيت على موقع عالم كرة القدم.نت (الإنجليزية)